# Градозиданије
Градозиданије је, у средњовековној Србији, била обавеза зависног становништва која подразумева изградњу, утврђивање или обнављање града. 

## Значење
Градозиданије је постојало и раније, али је до пуног изражаја дошло у 14. веку, нарочито у доба владавине Душана Немањића. Тада се обнављају и утврђују заузети византијски градови. По сведочењу византијског цара Јована Кантакузина, на обнављању Бера (Верина) учествовало је чак 10.000 људи. У великим градитељским подухватима нису учествовали само грађани дотичног града или жупе, већ су градитељи довољени и из других крајева државе. Том приликом је становништва које је учествовало у градозиданију смештано у логорима ван града. Душанов законик у 127. члану прописује обавезу градозиданија на основу кога су грађани одређеног града или становници његове жупе били задужени за изградњу и поправке града односно утврђења. Обавеза грађана је да учествује у чувању и зидању града. То се види и из повеља кнеза Лазара и Вука Бранковића за Дубровчане (1387) где се дужност "да зида и чува град" намеће онима који су се забаштинили, док је онима који су гости остављено на вољу. 